# Allium parhamii
Allium parhamii — вид рослин із родини амарилісових (Amaryllidaceae).

## Етимологія
Видовим епітетом вшановано покійного Саїда Пархама, іранського охоронця природи в провінції Північний Хорассан, якого вбили браконьєри 1 грудня 2010 року, коли він виконував свої службові обов’язки в заповідній зоні Сарані.

## Біоморфологічна характеристика
Подібний до Allium monophyllum за формою і забарвленням квіток, але відрізняється від нього своїм щільним і багатоквітковим суцвіттям, зазвичай 2 листками з набагато ширшими пластинами і більшими коробочками й насінням. За морфологічними ознаками новий вид відноситься до A. sect. Asteroprason.

## Середовище проживання
Типова місцевість Allium parhamii (гора Сівак) розташована на південно-східних кордонах заповідної території Сарані, яка охороняється з 1973 року. Ця територія є частиною біосферного заповідника Копетдаг, який внесений до списку ЮНЕСКО.